# Yuancun
Yuancun (kinesiska: 源村) är en köping i sydvästra Kina. Den ligger i Jinsha härad i staden Bijie i provinsen Guizhou, omkring 89 kilometer norr om provinshuvudstaden Guiyang. Antalet invånare är 19913. Befolkningen består av 9 636 kvinnor och 10 277 män. Barn under 15 år utgör 28,0 %, vuxna 15-64 år 61 %, och äldre över 65 år 10,0 %.